# Uyugan
Uyugan est une municipalité de la province de Batanes, aux Philippines.
Elle est située dans l'île de Batan. Sa population est de 1 240 habitants (2010). Elle est subdivisée en 4 barangays.